# La Peñita, Tamaulipas
La Peñita är en ort i Mexiko.   Den ligger i kommunen Soto la Marina och delstaten Tamaulipas, i den centrala delen av landet, 500 km norr om huvudstaden Mexico City. La Peñita ligger 37 meter över havet och antalet invånare är 251.
Terrängen runt La Peñita är platt åt sydväst, men åt nordost är den kuperad. Runt La Peñita är det mycket glesbefolkat, med 3 invånare per kvadratkilometer. Närmaste större samhälle är Soto la Marina, 18,4 km söder om La Peñita. I omgivningarna runt La Peñita växer huvudsakligen savannskog.